# Google+

アプリのアイコン

Google+（グーグルプラス）は、かつてGoogleが運営したソーシャル・ネットワーキング・サービス (SNS) である。
2019年8月に個人向けサービスを終了するとしたが、利用者数が世界的に低迷していると判断し、2019年4月2日に終了した。

## 概要
2011年6月にプロジェクトに1年間を費やしてサービスが開始された。Googleは新サービスの船出を記念して、プロジェクトに携わった従業員に水兵帽を配布した 。
検索エンジンを運営する企業としてスタートしたGoogleは、インターネット上で多くのサービスを提供していたが、ソーシャル・ネットワーキング・サービスであるFacebookや、マイクロブログであるTwitterの台頭に対し、対抗サービスとして公開されたGoogle Buzzや、 Google Waveは普及が進まず、代替サービスとしてGoogle+を公開した。サービス開始当初は試験運用のため招待制であったが、開始3週間でユニークユーザーが2000万人に達した。同年9月からは全ての人が利用可能となった。
ブラウザからの利用のほかにAndroidやiOS用のアプリも公開されたが、2019年4月に配信を終了した。
独自機能として、FacebookやTwitterに比べて情報の共有範囲を柔軟に設定できる「サークル」や「コレクション」があった。
2011年11月にGoogle+の企業向けページ機能としてGoogle+ページ、2012年12月6日にGoogle+上で同じ趣味や関心を持つ人たちが集まって交流する場としてGoogle+コミュニティ、それぞれが公開された。

## 個人情報流出問題とサービスの終焉
2015年から2018年3月にかけて50万人分の下記個人情報が流出した。
- 名前
- 住所
- メールアドレス
- 職業
- 性別
- 年齢

2018年10月8日にGoogleは利用者の個人情報が漏洩したことを認め、Google+の個人向けサービスを2019年8月で終了すると発表した。個人情報漏洩の情報を半年前に認知したが隠蔽していた、とする報道もある。企業向けGoogle+は影響を受けておらず、社内コミュニケーションツールとして活用されていることもあり、提供を続ける。
2018年12月10日にGoogleは、Google+ APIに個人情報が漏洩する可能性があるバグが存在していたことを発表し、Google+の個人向けサービスを4か月前倒して2019年4月に終了すると発表した。個人情報を不正に取得された形跡はないとしている。
Googleは、2019年1月30日（現地時間）、ソーシャルサービス「Google+」の一般ユーザー向けサービス終了期日を2019年4月2日に決定したと発表した。

## 日本における普及
2011年12月8日にAKB48などのアイドルグループがGoogle+のプラットフォームを利用したグループメンバーとファンとの交流サービス「AKB48 on Google+」を開始、2012年3月に「ぐぐたす選抜」がGoogleのCMに起用されるなど、日本でサービス普及の一翼を担った。

## 沿革
- 2011年6月28日 - サービスが招待制で開始される。
- 2011年7月24日 - ユーザー数が2500万人に到達。
- 2011年9月21日 - 一般公開され、すべての人が登録可能となる。
- 2011年11月7日 - 企業向け機能として、Google+ Pageが始まる。
- 2012年1月27日 - 利用可能年齢が18歳以上から13歳以上に引き下げられる[17]。
- 2012年4月11日 - ユーザーインタフェースやデザインが変更された[18]。
- 2012年5月7日　ハングアウトのオンエアー機能が一般に公開される[19]。
- 2012年12月6日 - Google+コミュニティが公開された。
- 2013年6月14日 - 通知アイコンが「ミスター・ジングル」に変更される。
- 2015年5月5日 - コレクション機能が追加された。
- 2015年5月 - Google+フォトがGoogleフォトとなってGoogle+から分離された。
- 2015年8月 - ハングアウト機能がGoogle+から分離された。
- 2015年11月17日 - デザインがよりシンプルなものへ変更された[20]。
- 2018年10月8日 - 米グーグル社は、利用者の個人情報が漏洩し得る問題としてサークル機能のバグが存在したことを認め[21]、Google+の個人向けサービスを終了すると発表した。
- 2019年4月2日 - 個人向けサービスが終了[3]。
- 2020年7月7日 - G Suiteユーザー向けのサービス名称をGoogle Currentsに変更。
- 2023年4月12日 - Google Currentsのサービスを2023年中に終了すると発表。コンテンツとコミュニティは、Google Chatの「スペース」機能に移行される。
- 2023年7月5日 - Google Currentsサービス終了。